# Oberalppass
Oberalppass (niem. Oberalppass, romansz Pass Alpsu lub Cuolm d’Ursera) – przełęcz na wysokości 2046 m n.p.m. Oddziela ona Alpy Glarneńskie od Alp Lepontyńskich. Leży w Szwajcarii i łączy miejscowość Disentis/Mustér w Gryzonii z Andermatt w kantonie Uri. 
W pobliżu przełęczy Oberalp znajduje się źródło rzeki Ren, wypływającej z jeziora Tomasee (rom. Lai da Tuma). Jezioro Oberalpsee znajduje się tuż poniżej przełęczy, po stronie kantonu Uri w kierunku Andermatt.

## Galeria

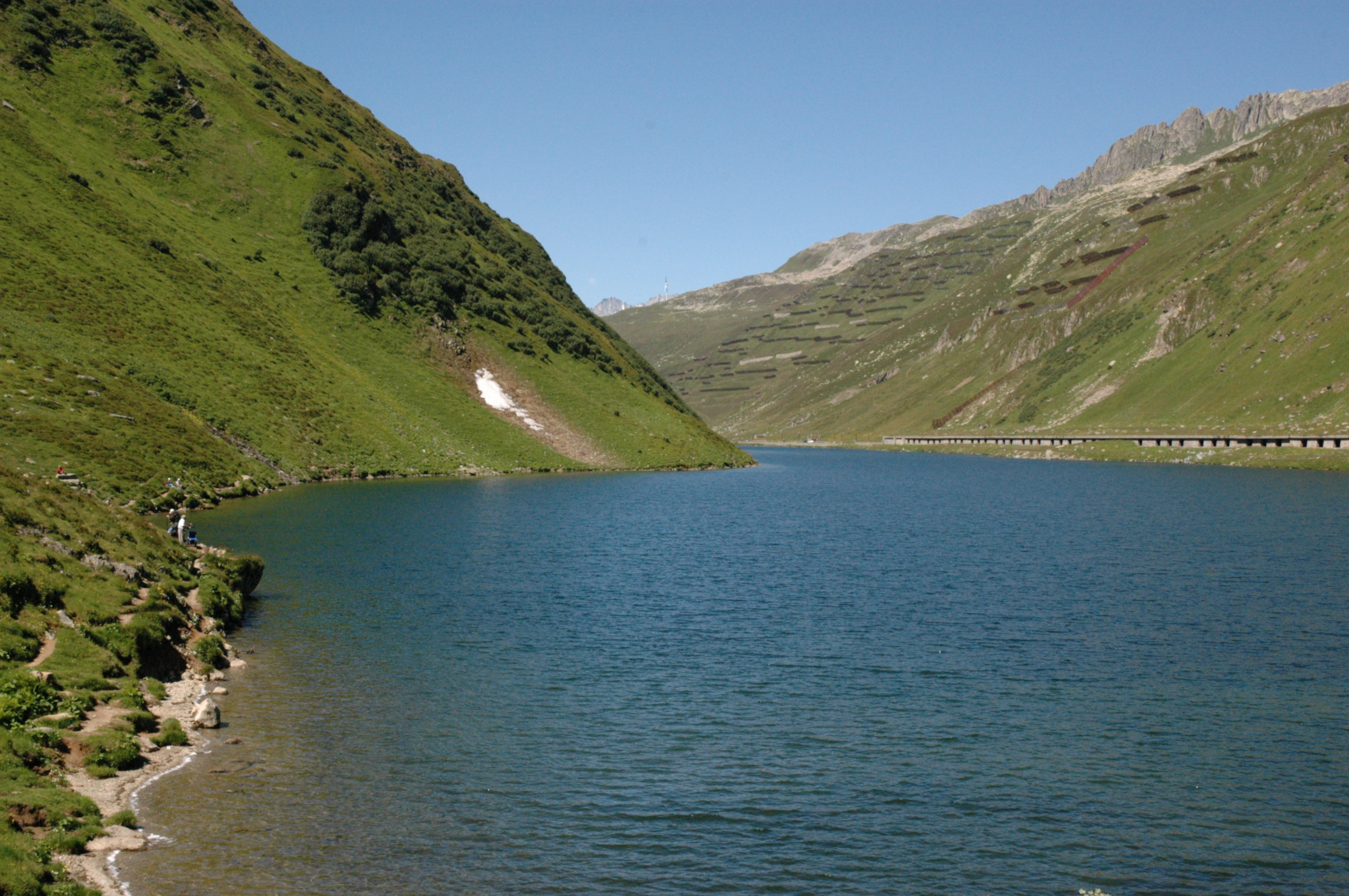
Oberalpsee
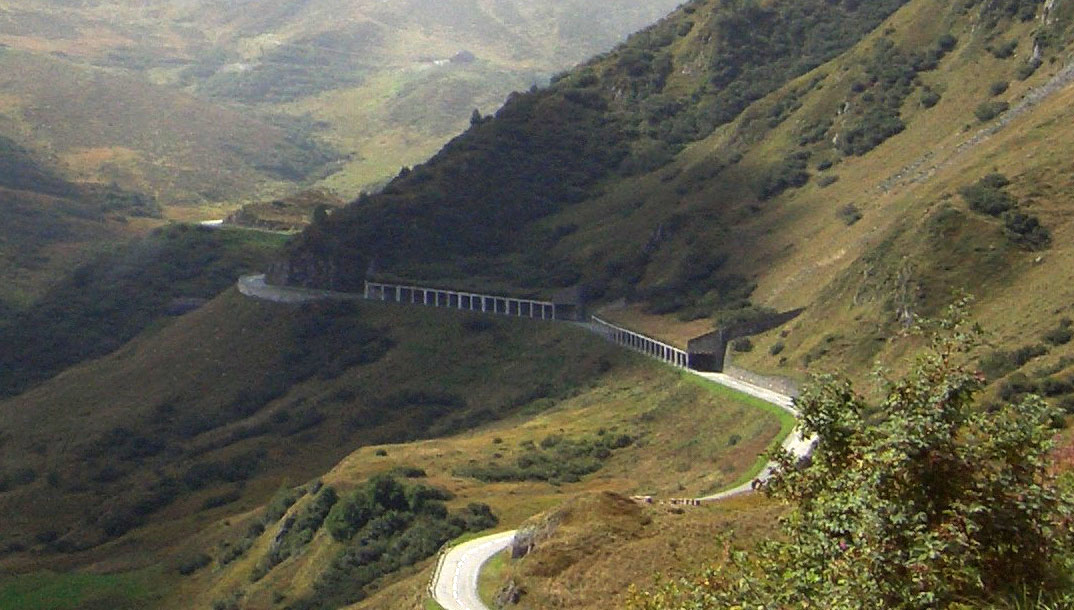
Droga na przełęcz
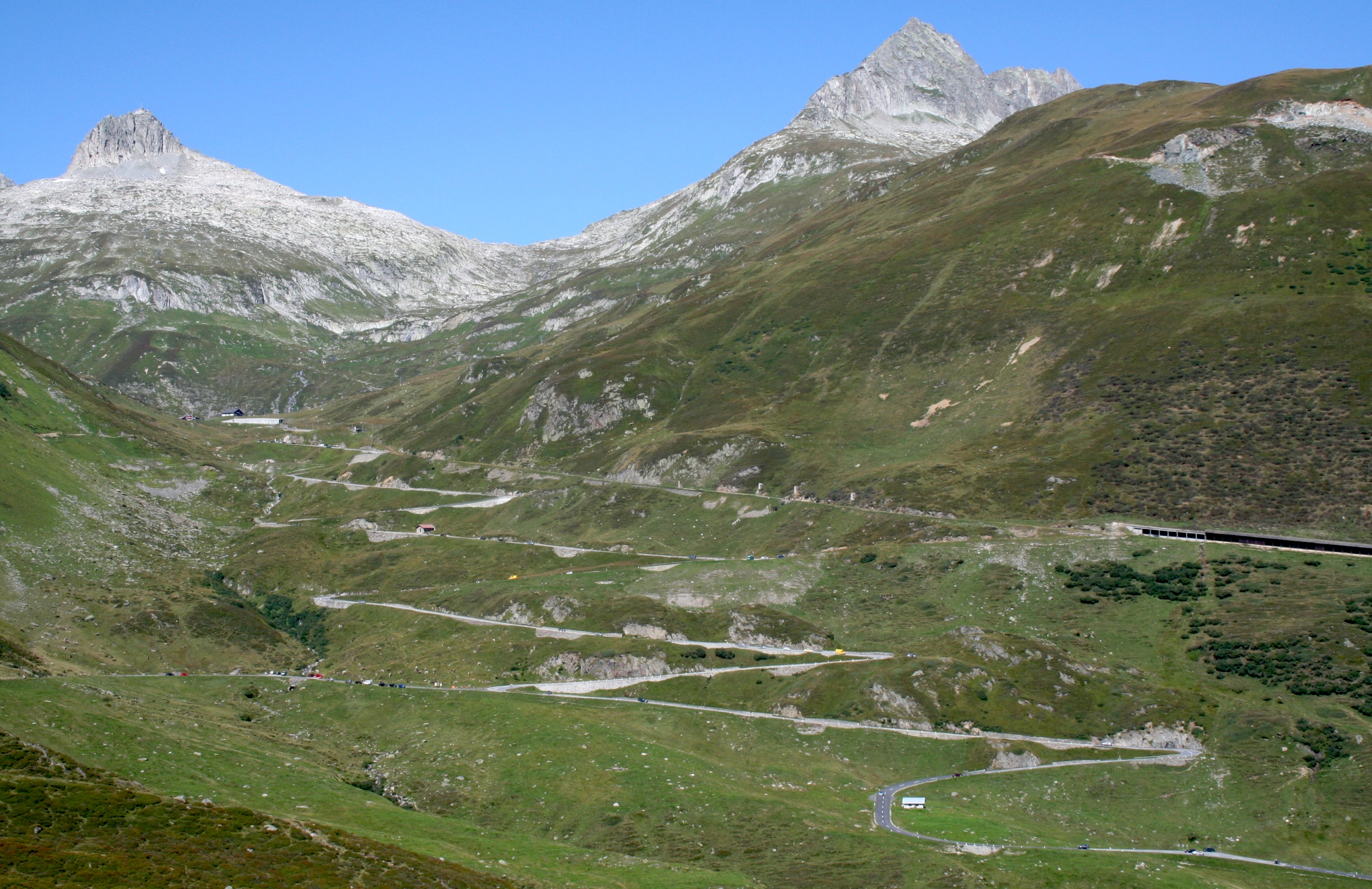
Droga na przełęcz